# ARM Cortex-A9 MPCore
ARM Cortex-A9 MPCore je 32bitový procesor architektury ARM implementující instrukční sadu ARM v7. Jedná se o vícejádrový procesor, který může mít až čtyři jádra s koherentní cache (ccNUMA). Taktovací kmitočet má 800 až 2000 MHz, velikost cache L1 je 32 kiB pro instrukce, 32 kiB pro data, velikost cache L2 je 128 kiB až 8MiB.
Mezi technologie, které obsahuje, patří Jazelle DBX (přímé provádění bajtkódu Javy).
Procesory ARM Cortex-A9 MPCore se vyskytují ve výpočetní technice mnoha značek, například Apple, Freescale Semiconductor, NVIDIA (řada Nvidia Tegra), Samsung, Sony, Texas Instruments, Xilinx.